# Wittgendorf
Wittgendorf là một đô thị thuộc huyện Burgenland, bang Sachsen-Anhalt, Đức. Đô thị Wittgendorf có diện tích 12,81 km², dân số thời điểm ngày 31 tháng 12 năm 2006 là 686 người.